# بئر السبخاوي (الرقة)
بئر السبخاوي قرية سورية تتبع ناحية السبخة في منطقة مركز الرقة في محافظة الرقة. بلغ عدد سكانها 473 نسمة في عام 2004 حسب إحصاء المكتب المركزي للإحصاء.